# Mario Minuche
Mario Enrique Minuche Murillo (1954/1955) es un político ecuatoriano que ocupó la alcaldía de la ciudad de Machala durante 13 años consecutivos.

## Biografía
Realizó sus estudios superiores en la Universidad Técnica de Machala, donde obtuvo el título de médico veterinario.
Inició su vida pública como consejero provincial de El Oro, cargo al que fue elegido en 1988 por el Partido Roldosista Ecuatoriano. En las elecciones seccionales de 1992 fue elegido alcalde de Machala, con una ventaja de 800 votos sobre su más cercano rival. En las elecciones de 1996 y de 2000 fue reelecto al cargo de alcalde.
Durante su tiempo en la alcaldía centró su administración en la pavimentación de calles, aumento de la cobertura de agua potable y alcantarillado, relleno sanitario en varios barrios de bajos recursos y construcción de un hospital.
Para las elecciones seccionales de 2004 intentó conservar la alcaldía de Machala, pero quedó en tercer lugar, por debajo de Carlos Falquez, candidato del Partido Social Cristiano, y de Rosa María Loaiza, candidata del partido Sociedad Patriótica.
En años posteriores se unió al movimiento Centro Democrático Nacional, del ex-prefecto de Guayas, Jimmy Jairala.

### Acusación de separatismo
En 1997, tras de la caída del presidente Abdalá Bucaram, del Partido Roldosista Ecuatoriano, el alcalde Mario Minuche, el exalcalde de Machala, Harry Álvarez, el prefecto de El Oro, Montgómery Sánchez, y el gobernador de El Oro, Hugo Ruilova, declararon la provincia un estado federal en rechazo a la destitución de Bucaram. El 4 de abril del mismo año el fiscal provincial solicitó que se iniciara un juicio y se dictara prisión preventiva en su contra por el delito de separatismo. Sin embargo, el fiscal general del país, Francisco Cucalón, canceló el pedido.